# Nuwara Eliya
Nuwara Eliya (singalesisk: නුවර එළිය, tamil: நுவரேலியா; kaldes også "Lille England") er en by i det centrale Sri Lanka, med et indbyggertal (pr. 2011) på cirka 27.500.
Byen er hovedstad i distriktet af samme navn. Nuwara Eliya ligger omkring 166 km fra Colombo, og er berømt for sin te produktion.
De mest talte sprog i Nuwara Eliya er Singalesisk og Tamil, men engelsk er også meget udbredt.